# Pamir Airways
Pamir Airways (Code AITA : -; code OACI : PIR ; Hub : Kaboul) est une compagnie aérienne privée de l'Afghanistan.
Pamir Airways a commencé ses vols en mai 1995 et a été la première compagnie privée en Afghanistan ; initialement, Pamir Airways opérait avec un Boeing 707-320 et deux Antonov An-12.

## Destinations
Vols intérieurs :
- Hérat
- Kandahar
- Mazâr-e Charîf

Vols internationaux :
- Djeddah, Riyad  Arabie saoudite
- Charjah, Dubaï  Émirats arabes unis
- New Delhi,  Inde

## Flotte
- 2 Boeing 737-200
- 1 McDonnell Douglas DC-10 (en réserve)

## Incidents et accidents
- Le 17 mai 2010, le vol 112, un Antonov An-24 faisant la liaison entre l'aéroport de Kunduz et l'aéroport international de Kaboul a disparu des écrans radar à Salang Pass dans la province de Parwân, environ 100 km au nord de kaboul. Il y avait 43 personnes à bord, 38 passagers et 5 membres d'équipage[1],[2].